# Toni Brunner

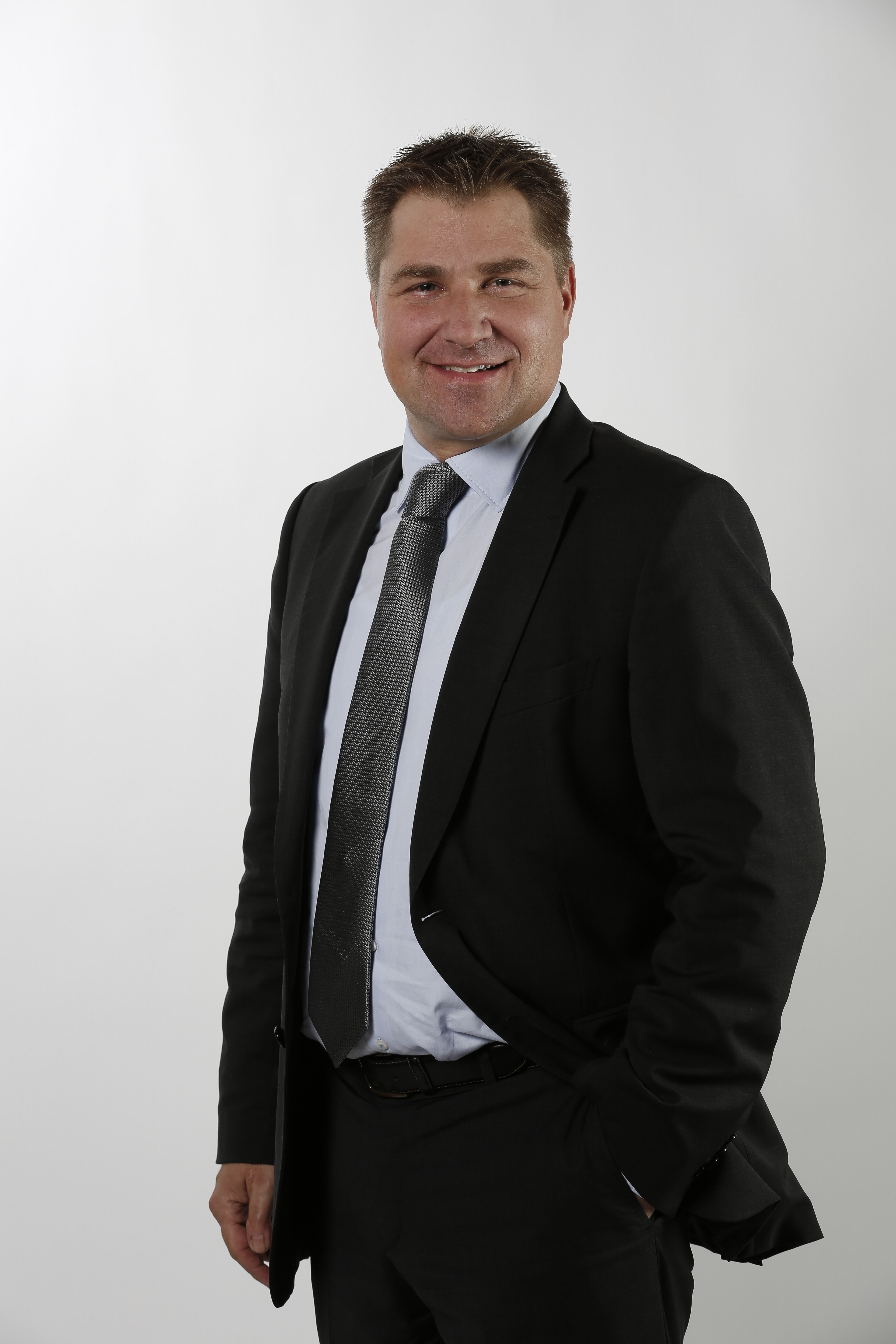
Toni Brunner (2015)

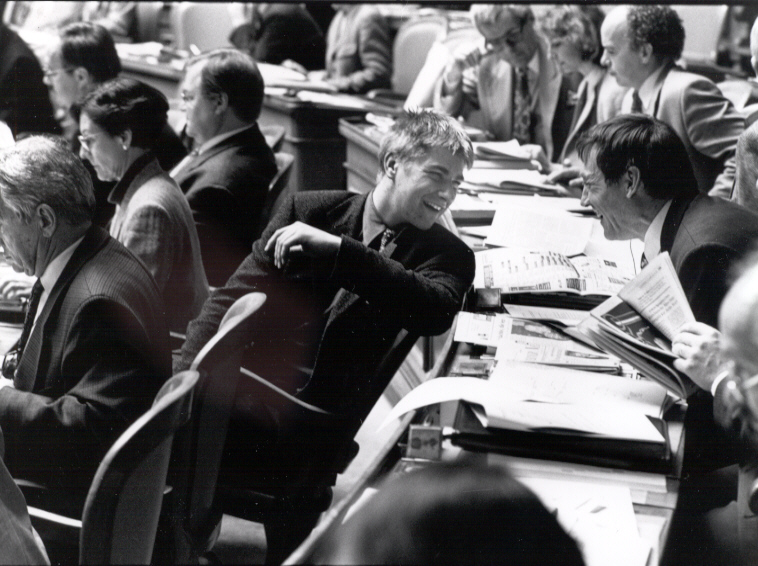
Als junger Nationalrat (1996), rechts hinten Ueli Maurer

Anton «Toni» Brunner (* 23. August 1974 in Wattwil; heimatberechtigt in Hemberg und Ebnat-Kappel) ist ein Schweizer Politiker (SVP) und Landwirt.

## Leben und Beruf
Toni Brunner ist das jüngste von fünf Kindern einer Bauernfamilie. Sein Vater gehörte der Freisinnig-Demokratischen Partei an. Brunner ist Landwirt in Ebnat-Kappel. Er ist einer der erfolgreichsten Züchter von Eringerkühen ausserhalb des Kantons Wallis, im Sommer 2022 wurde eine seiner Kühe zur Königin gekürt. Von November 2005 bis Januar 2010 war er zusammen mit Peter Weigelt Gesellschafter der heutigen ipmedia services GmbH, Betreiberin des Internetradios buureradio.ch (Bauernradio), das seit dem 28. Dezember 2005 ein auf Landwirte zugeschnittenes Programm sendet. 
Mit seiner Frau, der St. Galler Ständerätin Esther Friedli, betreibt er im Familienbetrieb das Restaurant Landgasthof Sonne als "Haus der Freiheit" in Ebnat-Kappel. Sie sind seit 1997 ein Paar, 2024 heirateten sie.

## Politik
Toni Brunner war 1992 Gründungsmitglied der SVP des Kantons St. Gallen. Von 1993 bis 1998 war er Präsident der SVP Obertoggenburg. Er wurde bei den Schweizer Parlamentswahlen 1995 im Alter von 21 Jahren in den Nationalrat gewählt und bei den Wahlen 1999, 2003, 2007, 2011 und 2015 wiedergewählt. Von 1998 bis 2008 präsidierte er die SVP des Kantons St. Gallen, und von 2000 bis 2008 war er Vizepräsident der SVP Schweiz. Am 1. März 2008 wurde Brunner als Nachfolger des abtretenden Ueli Maurer zum neuen Parteipräsidenten der SVP Schweiz gewählt. Im Januar 2016 gab er seinen Rücktritt von diesem Amt zum 23. April 2016 bekannt.
Seine Kandidatur für den Ständerat im Jahr 2007 scheiterte: Mit 68'667 Stimmen erreichte er im zweiten Wahldurchgang – hinter den Bisherigen Erika Forster (FDP) und Eugen David (CVP) – abgeschlagen den dritten Platz, nachdem er im ersten Wahlgang noch vor ihnen gelegen hatte. Im August 2011 schickte die SVP Brunner erneut ins Rennen um einen Sitz im Ständerat. Im zweiten Wahlgang am 27. November 2011 erreichte er mit 53'308 Stimmen hinter SP-Nationalrat Paul Rechsteiner (54'616 Stimmen) jedoch nur den zweiten Platz. Er war Mitglied in der Kommission für Umwelt, Raumplanung und Energie sowie in der Delegation für die Beziehungen zum Landtag des Fürstentums Liechtenstein.
Am 23. November 2018 reichte Brunner, nach 23 Jahren im Nationalrat, seinen Rücktritt per Ende Jahr ein.
Immunitätsaufhebungsverfahren
Die Geschäftsprüfungskommission des Nationalrats reichte im Herbst 2007 Strafanzeige gegen Unbekannt ein wegen der Amtsgeheimnisverletzungen, die zur Veröffentlichung von einigen ihrer vertraulichen Sitzungsprotokolle im Zusammenhang mit der Roschacher-Affäre führten. Der vom Bundesrat zur Untersuchung eingesetzte ausserordentliche Staatsanwalt Pierre Cornu ersuchte den Nationalrat, die parlamentarische Immunität von Toni Brunner aufzuheben, um ein Strafverfahren wegen Amtsgeheimnisverletzung gegen ihn einleiten zu können. Brunner bestätigte, einige Tage vor Veröffentlichung des Berichts zum damaligen Generalsekretär des betroffenen EJPD gegangen zu sein. Im Wissen um die Einseitigkeit des Berichts habe er sich selber ein Bild machen wollen über die Geschehnisse im EJPD. Der Nationalrat stimmte mit klarer Mehrheit dem Antrag seiner vorberatenden Kommission für Rechtsfragen zu, die (relative) parlamentarische Immunität von Brunner aufzuheben. Ebenso deutlich lehnte der Ständerat – seiner vorberatenden Kommission für Rechtsfragen folgend – die Aufhebung der Immunität ab. Im Differenzbereinigungsverfahren hielten beide Räte an ihren Entscheiden fest, womit am 10. Juni 2009 der endgültige Entscheid fiel, die Immunität nicht aufzuheben. Brunner selbst warf den ermittelnden und politischen Behörden eklatante Verfahrensfehler vor und reichte Ende Oktober 2008 eine Beschwerde beim Bundesstrafgericht ein. Diese wurde jedoch mit der Begründung abgelehnt, sie sei formell unzulässig und würde materiell zu absurden Konsequenzen führen.